# Grey's Anatomy
Grey's Anatomy (Anatomía según Grey en Hispanoamérica y Anatomía de Grey en España) es una serie de televisión de drama médico estadounidense creada por Shonda Rhimes, producida por ABC Signature, Shondaland y Entertainment One Television para la American Broadcasting Company, la cual se estrenó el 27 de marzo de 2005 como reemplazo de mitad de temporada de Boston Legal.
La serie se centra en la vida de los cirujanos internos, residentes y especialistas a medida que se convierten en médicos cirujanos experimentados mientras tratan de equilibrar sus relaciones personales y profesionales. El título es una alusión a Gray's Anatomy, un libro de texto clásico sobre anatomía humana publicado por primera vez en 1858 en Londres y escrito por Henry Gray. Shonda Rhimes desarrolló el episodio piloto y continuó escribiendo la serie, también es una de los productores ejecutivos junto a Betsy Beers, Mark Gordon, Krista Vernoff, Rob Corn, Mark Wilding y Allan Heinberg. Aunque la serie esta ambientada en la ciudad de Seattle, en el cual, se ubica el hospital ficticio Grey Sloan Memorial Hospital (anteriormente conocido como Seattle Grace y Seattle Grace Mercy West), se produce y filma principalmente en Los Ángeles, California.
Está protagonizada por Ellen Pompeo como Meredith Grey, el personaje titular. Grey hace su primera aparición como interna en cirugía, pasando por su residencia y luego se convierte en la jefa de Cirugía general, mientras vive y explora los altibajos de la vida de un cirujano. El reparto original estaba conformado por nueve actores destacados (entre ellos, Pompeo), los cuales son: Sandra Oh, Katherine Heigl, Justin Chambers, T. R. Knight, Chandra Wilson, James Pickens Jr., Isaiah Washington y Patrick Dempsey. El reparto ha experimentado importantes cambios a lo largo de su emisión. Al inicio de la decimosexta temporada, la serie tenía en conjunto catorce actores, incluido los cuatro personajes del reparto original (Meredith Grey, Alex Karev, Miranda Bailey y Richard Webber). Justin Chambers, quien interpretó al Dr. Alex Karev, dejó el programa durante la primera mitad de esa temporada.
Grey's Anatomy se convirtió en el programa de horario estelar con el guion de mayor duración que se emite actualmente, y la serie de horario estelar con guion más largo de ABC. Al 28 de febrero de 2019, fue la serie de drama médico estadounidense en horario estelar de mayor duración, superando a ER con más de 332 episodios al aire. La serie se renovó recientemente para su decimonovena temporada. Su éxito catapultó a los protagonistas habituales de la serie como Pompeo, Oh y Dempsey al reconocimiento internacional, también se encontraban entre los cinco actores de televisión con mayores ingresos en 2013. Si bien, los índices de audiencia de la serie han caído en el transcurso de su emisión (estando entre los 10 programas principales en general en los Estados Unidos en un tiempo), sigue siendo uno de los programas mejor valorados entre las audiencias de 18–49, y el drama número 3 en toda la televisión abierta en los Estados Unidos. La serie fue el programa de televisión con mayores ingresos, en términos de publicidad, en la temporada en televisión de 2007-08. En 2017, ocupó el décimo lugar en la lista. En su decimoquinta temporada, Grey's Anatomy se clasificó como la serie dramática de mayor audiencia de ABC. El 2 de abril de 2024, se anunció que la serie fue renovada para una vigesimoprimera temporada. El 3 de abril de 2025, se anunció que la serie fue renovada para una vigesimosegunda temporada.

## Sinopsis
La serie sigue a Meredith Grey, la hija de una cirujana general de renombre llamada Ellis Grey, luego de ser aceptada en el programa de residencia en el ficticio Seattle Grace Hospital. Durante su tiempo como residente, Grey trabaja junto con las doctoras Cristina Yang, Izzie Stevens, Alex Karev y George O'Malley, quienes luchan por equilibrar sus vidas personales con el trabajo agitado y los horarios de entrenamiento. Ellos son supervisados durante su internado por Miranda Bailey, una residente de alto rango que trabaja para asistir a Derek Shepherd, el jefe de neurocirugía y el interés amoroso de Meredith; Preston Burke, el jefe de cardio, quien se convierte en el prometido de Yang; Mark Sloan, jefe de cirugía plástica y Richard Webber, el Jefe de Cirugía y cirujano general adjunto, y amante de Ellis Grey décadas atrás. En la sexta temporada, a estos residentes se les unen Jackson Avery y April Kepner, ex residentes de Mercy-West que se unen a Seattle Grace después de una fusión administrativa. Durante la tercera temporada, Burke abandona la serie, en la quinta O'Malley y en la sexta Stevens, aunque en la temporada 16 vuelve a a aparecer como estrella invitada. Además de Webber, Burke y Shepherd, el ala quirúrgica está supervisada principalmente por Addison Montgomery, como jefa de obstetricia, Callie Torres de cirugía ortopédica; Arizona Robbins, como directora de cirugía pediátrica, luego, como directora de cardio; Teddy Altman, Amelia Shepherd, la hermana de Derek, quien es contratada para reemplazarlo como jefe de neurocirugía.
Los nuevos médicos jóvenes en el programa de residencia incluyen a Lexie Grey, la media hermana de Meredith. Otras adiciones incluyen a Leah Murphy, que se marcha cerca del final de la décima temporada, pero regresa durante la decimotercera; Shane Ross, que se va con Yang en el final de la décima temporada; Stephanie Edwards, que renuncia durante la temporada trece; Jo Wilson, una doctora que comienza una relación romántica con Karev; Andrew DeLuca, el interés amoroso de la media hermana de Meredith, Maggie Pierce, quien también se desempeña como directora de cardio; y Benjamin Warren, un anestesiólogo convertido en residente, que tiene que equilibrar su propio deseo de tener éxito con el nuevo papel de su esposa Miranda Bailey como Jefe de Cirugía. En la temporada doce, el cirujano de cardio Nathan Riggs se une al espectáculo. En la temporada trece, el hospital ve una sacudida cuando asiste deportiva/cirujana ortopédica Eliza Minnick es contratada como consultora educativa para renovar el programa de residencia. Ella es despedida después de una explosión en el hospital.

## Producción

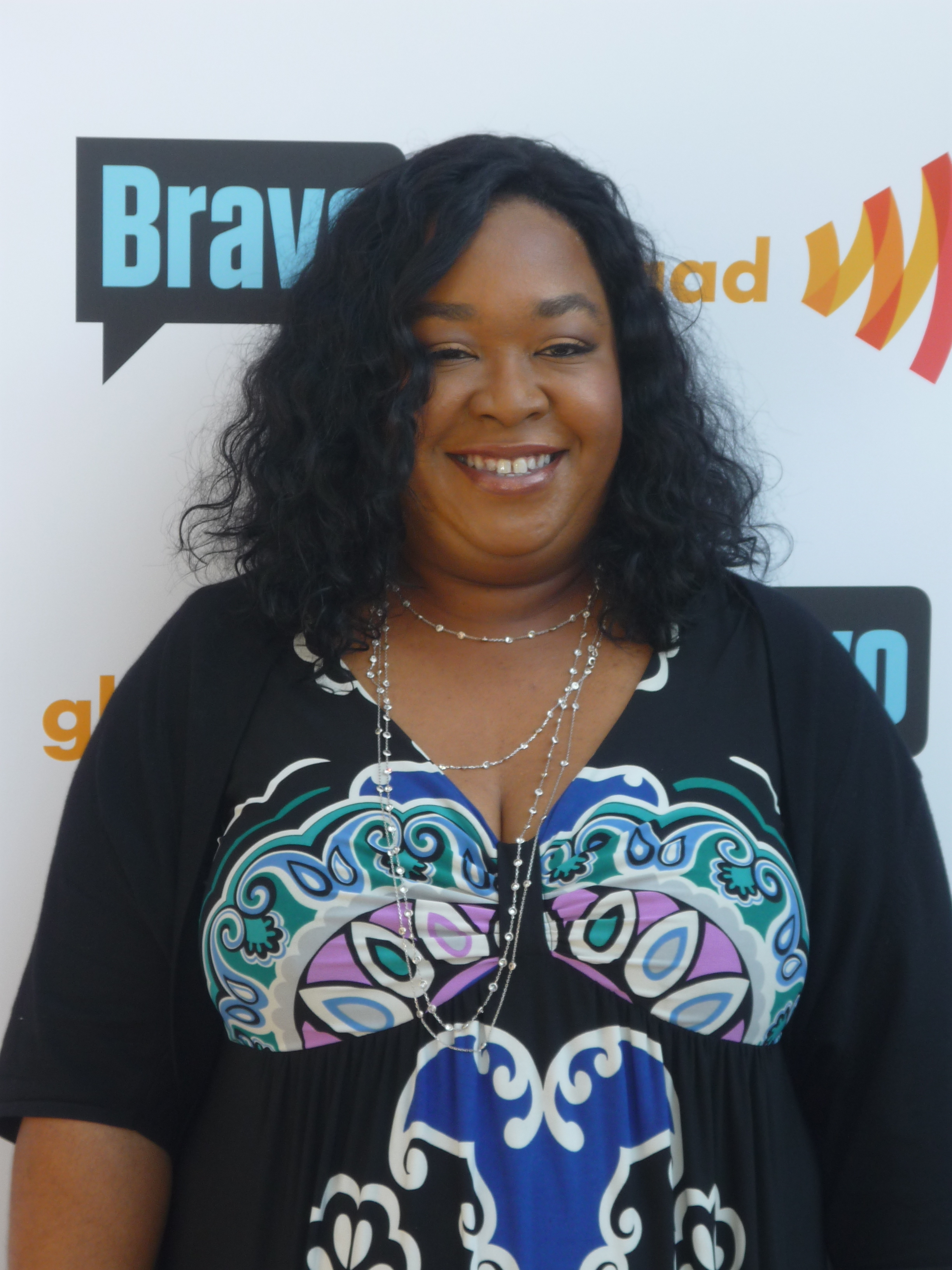
Shonda Rhimes en 2008

### Concepto
Shonda Rhimes, creadora de la serie, quería hacer un espectáculo que iba a disfrutar viendo: «Pensé que sería interesante crear un espectáculo sobre "mujeres inteligentes", compitiendo una contra otra». Cuando se le preguntó cómo se decidió para desarrollar un drama médico, Rhimes respondió:

Estaba obsesionada con los canales de cirugía. […] Mis hermanas y yo nos llamábamos mutuamente y hablábamos de las operaciones que habíamos visto en Discovery Channel. Hay algo fascinante en el mundo médico —ves cosas que nunca hubieses imaginado, como por ejemplo que los doctores hablan de sus novios o novias o de su día mientras están abriendo alguna parte del cuerpo de alguien. Por lo tanto, cuando ABC me pidió escribir otro episodio piloto, [la sala de operaciones] parecía el entorno natural.

La serie fue lanzada para la American Broadcasting Company (ABC), que dio luz verde, y el espectáculo fue seleccionado para reemplazar a la serie Boston Legal a mitad de la temporada televisiva 2005. Se había planificado la emisión de la serie en la hora de Boston Legal durante cuatro semanas. Sin embargo, los altos datos de audiencia hicieron que se decidiera mantener la serie en emisión en ese día y hora hasta el final de la temporada. El presidente de ABC Entertainment, Steve McPherson, comentó sobre el cambio de programación: «Al final decidimos que, sin tener el tiempo ni el presupuesto para promocionar adecuadamente un cambio de fecha y hora de la serie, a esas alturas de la temporada, era preferible dejar el espectáculo donde estaba y que siguiera cosechando esos grandes momentos hasta finales de mayo».
Rhimes desde el principio concibió Grey's Anatomy como una declaración contra el racismo. Trató de crear un elenco con diversidad racial donde los espectadores siguieran a los personajes sin importar la raza. Cuando se crearon los personajes, y se escribió el primer guion, los escritores de la serie no tenían descripciones físicas de los personajes, y esperaban seleccionar el mejor actor para cada papel.

### Equipo de producción
«Grey's Anatomy» es producido por ShondaLand en asociación con The Mark Gordon Company y ABC Studios (llamado anteriormente Touchstone Television). Rhimes, Betsy Beers, Krista Vernoff, Mark Gordon, Rob Corn, y Mark Wilding han sido los productores ejecutivos a lo largo de la serie. En las temporadas siguientes Steve Mulholland, Kent Hodder, Nancy Bordson, James D. Parriott y Peter Horton se unieron al programa en el 2006.
Rhimes es la escritora más prolífica de la serie. A menudo ella promueve el programa, respondiendo preguntas de los fanes en su cuenta de Twitter. Otros miembros del personal de la escritura son Vernoff, Wilding, Peter Nowalk, Stacy McKee, William Harper, Zoanne Clack, Tony Phelan, Joan Rater, y Debora Cahn. Desde la segunda hasta la séptima temporadas, los guionistas mantienen un blog titulado Grey Matter, donde el escritor de un episodio discute los motivos detrás de la escritura. Los Directores varían mediante episodio, Rob Corn dirige con mayor frecuencia seguido por Tom Verica. Horton, Edward Ornelas, y Jessica Yu también han dirigido un número considerable de episodios. Los miembros del reparto Chandra Wilson y Kevin McKidd ambos han dirigido varios episodios.
«Grey's Anatomy» ha sido editado por Susan Vaill desde el inicio de la serie y Dafue fue nombrado editor en 2006. Linda Lowy y John Brace han sido parte del equipo de producción desde 2005. El diseño de producción está dirigido por Donald Lee Harris, y el diseño de vestuario es dirigido por Mimi Melgaard trabajando junto con Melgaard, Thomas Houchins es el diseñador de trajes. Jerilynn Stevens sirve como un estilista. El director de fotografía es Matt Mania, y el coordinador musical es Danny Lux. Herbert Davis es director de fotografía de la serie. Herbert Davis Karen Lisa Pike, M.D es el asesor médico en el set.

## Reparto
| Actor              | Personaje          | Temporadas | Temporadas | Temporadas | Temporadas        | Temporadas        | Temporadas        | Temporadas        | Temporadas        | Temporadas | Temporadas | Temporadas | Temporadas | Temporadas | Temporadas | Temporadas | Temporadas | Temporadas | Temporadas | Temporadas | Temporadas | Temporadas | Temporadas |   |
| Actor              | Personaje          | 1          | 2          | 3          | 4                 | 5                 | 6                 | 7                 | 8                 | 9          | 10         | 11         | 12         | 13         | 14         | 15         | 16         | 17         | 18         | 19         | 20         | 21         | 22         |   |
| ------------------ | ------------------ | ---------- | ---------- | ---------- | ----------------- | ----------------- | ----------------- | ----------------- | ----------------- | ---------- | ---------- | ---------- | ---------- | ---------- | ---------- | ---------- | ---------- | ---------- | ---------- | ---------- | ---------- | ---------- | ---------- | - |
| Ellen Pompeo       | Meredith Grey      | Principal  | Principal  | Principal  | Principal         | Principal         | Principal         | Principal         | Principal         | Principal  | Principal  | Principal  | Principal  | Principal  | Principal  | Principal  | Principal  | Principal  | Principal  | Principal  | R          | R          | P          |   |
| Sandra Oh          | Cristina Yang      | Principal  | Principal  | Principal  | Principal         | Principal         | Principal         | Principal         | Principal         | Principal  | Principal  |            |            |            |            |            |            |            |            |            |            |            |            |   |
| Katherine Heigl    | Izzie Stevens      | Principal  | Principal  | Principal  | Principal         | Principal         | Principal         |                   |                   |            |            |            |            |            |            |            |            |            |            |            |            |            |            |   |
| Justin Chambers    | Alex Karev         | Principal  | Principal  | Principal  | Principal         | Principal         | Principal         | Principal         | Principal         | Principal  | Principal  | Principal  | Principal  | Principal  | Principal  | Principal  | Principal  |            |            |            |            |            |            |   |
| T. R. Knight       | George O'Malley    | Principal  | Principal  | Principal  | Principal         | Principal         |                   |                   |                   |            |            |            |            |            |            |            |            | I.E.       |            |            |            |            |            |   |
| Chandra Wilson     | Miranda Bailey     | Principal  | Principal  | Principal  | Principal         | Principal         | Principal         | Principal         | Principal         | Principal  | Principal  | Principal  | Principal  | Principal  | Principal  | Principal  | Principal  | Principal  | Principal  | Principal  | Principal  | Principal  | Principal  |   |
| James Pickens Jr.  | Richard Webber     | Principal  | Principal  | Principal  | Principal         | Principal         | Principal         | Principal         | Principal         | Principal  | Principal  | Principal  | Principal  | Principal  | Principal  | Principal  | Principal  | Principal  | Principal  | Principal  | Principal  | Principal  | Principal  |   |
| Isaiah Washington  | Preston Burke      | Principal  | Principal  | Principal  |                   |                   |                   |                   |                   |            | I.E.       |            |            |            |            |            |            |            |            |            |            |            |            |   |
| Patrick Dempsey    | Derek Shepherd     | Principal  | Principal  | Principal  | Principal         | Principal         | Principal         | Principal         | Principal         | Principal  | Principal  | Principal  |            |            |            |            |            | R          |            |            |            |            |            |   |
| Kate Walsh         | Addison Montgomery | I.E.       | Principal  | Principal  | Invitada especial | Invitada especial | Invitada especial | Invitada especial | Invitada especial |            |            |            |            |            |            |            |            |            | R          | R          |            |            |            |   |
| Sara Ramirez       | Callie Torres      |            | R          | Principal  | Principal         | Principal         | Principal         | Principal         | Principal         | Principal  | Principal  | Principal  | Principal  |            |            |            |            |            |            |            |            |            |            |   |
| Eric Dane          | Mark Sloan         |            | I.E.       | Principal  | Principal         | Principal         | Principal         | Principal         | Principal         | Principal  |            |            |            |            |            |            |            | E.T.       |            |            |            |            |            |   |
| Chyler Leigh       | Lexie Grey         |            |            | I.E.       | Principal         | Principal         | Principal         | Principal         | Principal         |            |            |            |            |            |            |            |            | I.E.       |            |            |            |            |            |   |
| Brooke Smith       | Erica Hahn         |            | R          | I.E.       | Principal         | Principal         |                   |                   |                   |            |            |            |            |            |            |            |            |            |            |            |            |            |            |   |
| Kevin McKidd       | Owen Hunt          |            |            |            |                   | Principal         | Principal         | Principal         | Principal         | Principal  | Principal  | Principal  | Principal  | Principal  | Principal  | Principal  | Principal  | Principal  | Principal  | Principal  | Principal  | Principal  | Principal  |   |
| Jessica Capshaw    | Arizona Robbins    |            |            |            |                   | R                 | Principal         | Principal         | Principal         | Principal  | Principal  | Principal  | Principal  | Principal  | Principal  |            |            |            |            |            | I.E.       |            |            |   |
| Kim Raver          | Teddy Altman       |            |            |            |                   |                   | Principal         | Principal         | Principal         |            |            |            |            |            | R          | Principal  | Principal  | Principal  | Principal  | Principal  | Principal  | Principal  | Principal  |   |
| Sarah Drew         | April Kepner       |            |            |            |                   |                   | R                 | Principal         | Principal         | Principal  | Principal  | Principal  | Principal  | Principal  | Principal  |            |            | I.E.       | I.E.       |            |            |            |            |   |
| Jesse Williams     | Jackson Avery      |            |            |            |                   |                   | R                 | Principal         | Principal         | Principal  | Principal  | Principal  | Principal  | Principal  | Principal  | Principal  | Principal  | Principal  | I.E.       | I.E.       |            | I.E.       |            |   |
| Camilla Luddington | Jo Wilson          |            |            |            |                   |                   |                   |                   |                   | R          | Principal  | Principal  | Principal  | Principal  | Principal  | Principal  | Principal  | Principal  | Principal  | Principal  | Principal  | Principal  | Principal  |   |
| Gaius Charles      | Shane Ross         |            |            |            |                   |                   |                   |                   |                   | R          | P          |            |            |            |            |            |            |            |            |            |            |            |            |   |
| Jerrika Hinton     | Stephanie Edwards  |            |            |            |                   |                   |                   |                   |                   | R          | Principal  | Principal  | Principal  | Principal  |            |            |            |            |            |            |            |            |            |   |
| Tessa Ferrer       | Leah Murphy        |            |            |            |                   |                   |                   |                   |                   | R          | P          |            |            | R          |            |            |            |            |            |            |            |            |            |   |
| Caterina Scorsone  | Amelia Shepherd    |            |            |            |                   |                   |                   | I.E.              | I.E.              |            | R          | Principal  | Principal  | Principal  | Principal  | Principal  | Principal  | Principal  | Principal  | Principal  | Principal  | Principal  | Principal  |   |
| Kelly McCreary     | Maggie Pierce      |            |            |            |                   |                   |                   |                   |                   |            | I.E.       | Principal  | Principal  | Principal  | Principal  | Principal  | Principal  | Principal  | Principal  | Principal  | I.E.       |            |            |   |
| Jason George       | Ben Warren         |            |            |            |                   |                   | R                 | I.E.              | Recurrente        | Recurrente | Recurrente | Recurrente | Principal  | Principal  | Principal  | Recurrente | Recurrente | Recurrente | Recurrente | Recurrente | Recurrente | P          | P          |   |
| Martin Henderson   | Nathan Riggs       |            |            |            |                   |                   |                   |                   |                   |            |            |            | Principal  | Principal  | Principal  |            |            |            |            |            |            |            |            |   |
| Giacomo Gianniotti | Andrew DeLuca      |            |            |            |                   |                   |                   |                   |                   |            |            | I.E.       | Principal  | Principal  | Principal  | Principal  | Principal  | Principal  |            |            |            |            |            |   |
| Jake Borelli       | Levi Schmitt       |            |            |            |                   |                   |                   |                   |                   |            |            |            |            |            | Recurrente | Recurrente | Principal  | Principal  | Principal  | Principal  | Principal  | R          | R          | R |
| Greg Germann       | Tom Koracick       |            |            |            |                   |                   |                   |                   |                   |            |            |            |            |            | Recurrente | Recurrente | Principal  | Principal  | I.E.       |            |            |            |            |   |
| Chris Carmack      | Atticus Lincoln    |            |            |            |                   |                   |                   |                   |                   |            |            |            |            |            |            | R          | Principal  | Principal  | Principal  | Principal  | Principal  | Principal  | Principal  |   |
| Richard Flood      | Cormac Hayes       |            |            |            |                   |                   |                   |                   |                   |            |            |            |            |            |            |            | R          | Principal  | Principal  |            |            |            |            |   |
| Anthony Hill       | Winston Ndugu      |            |            |            |                   |                   |                   |                   |                   |            |            |            |            |            |            |            | I.E.       | Principal  | Principal  | Principal  | Principal  | Principal  | Principal  |   |
| Scott Speedman     | Nick Marsh         |            |            |            |                   |                   |                   |                   |                   |            |            |            |            |            | I.E.       |            |            |            | Principal  | Principal  | R          |            |            |   |
| Alexis Floyd       | Simone Griffith    |            |            |            |                   |                   |                   |                   |                   |            |            |            |            |            |            |            |            |            |            | Principal  | Principal  | Principal  | Principal  |   |
| Harry Shum, Jr.    | Benson Kwan        |            |            |            |                   |                   |                   |                   |                   |            |            |            |            |            |            |            |            |            |            | Principal  | Principal  | Principal  | Principal  |   |
| Adelaide Kane      | Jules Millin       |            |            |            |                   |                   |                   |                   |                   |            |            |            |            |            |            |            |            |            |            | Principal  | Principal  | Principal  | Principal  |   |
| Midori Francis     | Mika Yasuda        |            |            |            |                   |                   |                   |                   |                   |            |            |            |            |            |            |            |            |            |            | Principal  | Principal  | R          |            |   |
| Niko Terho         | Lucas Adams        |            |            |            |                   |                   |                   |                   |                   |            |            |            |            |            |            |            |            |            |            | Principal  | Principal  | Principal  | Principal  |   |

### Casting
«Grey's Anatomy» usa una técnica para realizar las audiciones a ciegas. Cada papel es seleccionado sin predeterminarse la raza del personaje, para mantener la visión de diversidad de Rhimes. El personal de producción empezó las audiciones con el personaje protagonista del programa, Meredith Grey, del cual Rhimes afirmó que fue un papel difícil de seleccionar. Rhimes dijo «Seguí diciendo que necesitábamos una chica como la de Moonlight Mile, tras un rato salieron con que 'podemos conseguir a la chica de Moonlight Mile'». La siguiente en ser elegida, Sandra Oh (Dra. Cristina Yang), inicialmente fue invitada a la audición para el personaje de Miranda Bailey, pero luego se le pidió que interpretara el papel de Cristina Yang. Muchos actores optaron al personaje de Dr. Derek Shepherd, pero cuando Patrick Dempsey interpretó el papel Rhimes consideró que este era perfecto, el cuadro de protagonistas se completó con la elección de T. R. Knight para el papel de George O´Malley, Justin Chambers para el de Alex Karev, Katherine Heigl en el de Izzie Stevens, Chandra Wilson como Miranda Bailey y James Pickens Jr como el Dr. Richard Webber.
La segunda temporada se produjo la introducción de Eric Dane ( Dr. Mark Sloan) y Sara Ramírez ( Dr. Callie Torres), inicialmente elegidos como personajes recurrentes, a ambos se les dio la categoría de estrella en la apertura de la tercera temporada. Ramírez fue contratada después de que los ejecutivos de ABC le ofrecieran un papel en la serie de su elección,; Dane había hecho una audición previamente sin éxito para un papel en el episodio piloto Kate Walsh (Dra. Addison Montgomery) también se unió al show en la segunda temporada, después de hacer una aparición especial en la primera temporada. En octubre de 2006, Isaiah Washington (Preston Burke) presuntamente insultó a T. R. Knight (George O'Malley) con un insulto homófobo, durante un altercado en el set con Dempsey y ABC terminó el contrato de Washington al final de la tercera temporada, Walsh también abandonó el programa para continuar en Private Practice, luego de eso ha hecho varias apariciones especiales.
Chyler Leigh se unió al elenco en la cuarta temporada (Dra. Lexie Grey); Lexie había aparecido inicialmente como invitada en los dos últimos episodios de la tercera temporada. Sobre la selección de Leigh para el papel de Lexie, Rhimes dijo: «Chyler se destacó... Dio la impresión de que podría ser la hermana de Meredith, pero aportó una profundidad que resultaba muy interesante». Brooke Smith (Dra. Erica Hahn), que apareció por primera vez en el programa en la segunda temporada, se convirtió en regular en la cuarta temporada. Poco después del anuncio de que Smith sería un miembro regular del reparto, Michael Ausiello de Entertainment Weekly, informó de que su personaje, se apartaría de Grey´s Anatomy el 6 de noviembre de 2008. Kristin Dos Santos de E! Online afirmó que el despido de Smith de la serie había sido obligado por la cadena ABC, como parte de un intento de «quitar lo Gay» al programa, pero Rhimes contrarresto estas afirmaciones, diciendo que «no encontramos la magia y la química con el personaje de Brooke y que esto no podría sostenerse en el largo plazo».
La quinta temporada presentó al actor Kevin McKidd (Dr. Owen Hunt), quien fue fichado como regular en la serie después de ser presentado originalmente para una historia específica de la serie. Además, Jessica Capshaw (Dra. Arizona Robbins) apareció en sólo tres episodios de la quinta temporada, pero se convirtió en regular en la sexta. Knight partió del show al final de la quinta temporada, citando un descontento con el desarrollo y la falta de tiempo en pantalla de su personaje. Inmediatamente después de la salida de Knight, fue divulgado por la revista Entertainment Weekly que Katherine Heigl no había vuelto a la serie como estaba previsto después de su permiso de maternidad, y más tarde se confirmó que Heigl volvería a la serie pero no en todos los episodios.
Katherine Heigl abandonó la serie a mitad de la sexta temporada. Kim Raver (Dra. Teddy Altman), personaje recurrente, se le dio la categoría de estrella más adelante de la temporada. Sarah Drew (Dra. April Kepner) y Jesse Williams (Dr. Jackson Avery), quienes hacen su debut en la serie como personajes recurrentes en la sexta temporada, reciben la categoría de estrella en la séptima.
Los seis contratos de los actores originales expiraron después de la octava temporada, pero en mayo de 2012, Pompeo, Oh, Dempsey, Chambers, Wilson, y Pickens renovaron sus contratos con el programa durante otros dos años. Al final de la octava temporada, el personaje de Leigh se apartó de la serie, de común acuerdo con Rhimes. El personaje de Raver fue escrito también para el final de la octava temporada. Rhimes dijo que se le ofreció la renovación del contrato, pero Raver, no quiso.
En julio de 2012, Eric Dane confirmó que estaba saliendo del programa para dedicarse a otros proyectos. Hizo sus últimas apariciones en los dos primeros episodios de la novena temporada. En agosto de 2013, la actriz Sandra Oh, una de las actrices génesis de la serie anunció y confirmó en su cuenta de Twitter que dejaría el show, luego de 10 años, hecho que se concretó en el final de la décima temporada. Patrick Dempsey, que interpretó el papel protagonista de Dereck Sheperd, abandonó la serie a finales de la undécima temporada; tras la salida de Dempsey solo quedarían cuatro personajes originales: Ellen Pompeo (Meredith), Justin Chambers (Alex Karev), Chandra Wilson (Miranda Bailey) y James Pickens Jr (Richard Weber). Al finalizar la temporada 12 Sara Ramírez, actriz quien interpreta a Callie Torres abandona la serie. Durante la temporada 16, el personaje de Chambers (Alex Karev), abandona la serie. Para lo cual es reutilizado el papel de Heigl, Izzie Stevens.

## Episodios
| Temporada | Temporada | Episodios | Episodios | Emisión original         | Emisión original   |
| Temporada | Temporada | Episodios | Episodios | Primera emisión          | Última emisión     |
| --------- | --------- | --------- | --------- | ------------------------ | ------------------ |
|           | 1         | 9         | 9         | 27 de marzo de 2005      | 22 de mayo de 2005 |
|           | 2         | 27        | 27        | 25 de septiembre de 2005 | 15 de mayo de 2006 |
|           | 3         | 25        | 25        | 21 de septiembre de 2006 | 17 de mayo de 2007 |
|           | 4         | 17        | 17        | 27 de septiembre de 2007 | 22 de mayo de 2008 |
|           | 5         | 24        | 24        | 25 de septiembre de 2008 | 14 de mayo de 2009 |
|           | 6         | 24        | 24        | 24 de septiembre de 2009 | 20 de mayo de 2010 |
|           | 7         | 22        | 22        | 23 de septiembre de 2010 | 19 de mayo de 2011 |
|           | 8         | 24        | 24        | 22 de septiembre de 2011 | 17 de mayo de 2012 |
|           | 9         | 24        | 24        | 27 de septiembre de 2012 | 16 de mayo de 2013 |
|           | 10        | 24        | 24        | 26 de septiembre de 2013 | 15 de mayo de 2014 |
|           | 11        | 25        | 25        | 25 de septiembre de 2014 | 14 de mayo de 2015 |
|           | 12        | 24        | 24        | 24 de septiembre de 2015 | 19 de mayo de 2016 |
|           | 13        | 24        | 24        | 22 de septiembre de 2016 | 18 de mayo de 2017 |
|           | 14        | 24        | 24        | 28 de septiembre de 2017 | 17 de mayo de 2018 |
|           | 15        | 25        | 25        | 27 de septiembre de 2018 | 16 de mayo de 2019 |
|           | 16        | 21        | 21        | 26 de septiembre de 2019 | 9 de abril de 2020 |
|           | 17        | 17        | 17        | 12 de noviembre de 2020  | 3 de junio de 2021 |
|           | 18        | 20        | 20        | 30 de septiembre de 2021 | 26 de mayo de 2022 |
|           | 19        | 20        | 20        | 6 de octubre de 2022     | 18 de mayo de 2023 |
|           | 20        | 10        | 10        | 14 de marzo de 2024      | 30 de mayo de 2024 |
|           | 21        | 18        | 18        | 26 de septiembre de 2024 | 15 de mayo de 2025 |

## Websodios
Esta sección se refiere a una serie web de comedia estadounidense, derivada de la serie de televisión Grey. La segunda miniserie de Grey's Anatomy muestra cómo Richard trata de un representante de relaciones públicas, y cómo se hace un comercial para ayudar a Seattle Grace Mercy West. Hay dos temporadas, la primera titulada Seattle Grace: On Call y la segunda Seattle Grace: Message of Hope. La webserie fue emitida originalmente entre el 20 de noviembre de 2009 y el 18 de noviembre de 2010.

## Banda sonora
Algo que llamó la atención desde el principio de la serie, es la gran variedad de estilos, ritmos y artistas que han integrado su banda sonora. Además, cada capítulo de la serie tiene por nombre el título de una canción.
La canción de la cabecera de la serie es «Cosy in the Rocket», interpretada por los artistas británicos Psapp. Esta viene incluida en la banda sonora, que fue lanzada por la ABC en su división Hollywood Records el 27 de septiembre de 2005. La lista de todas las canciones utilizadas en cada capítulo está disponible en el sitio oficial del programa. Además también hay un episodio musical.

## Recepción
Grey's Anatomy ha sido moderadamente bien recibido entre los críticos
La primera temporada recibió críticas mixtas y positivas, con Gary Levin de USA Today llama a Grey's Anatomy uno de los mejores programas en la televisión. Tom Shales del The Washington Post fue crítico de la primera temporada, la búsqueda de lo que recuerda de ER y comentando que: El espectáculo es mucho más una cuestión de cálculo comercial que un intento honesto de probar algo nuevo y diferente.
Maureen Ryan de Chicago Tribune llamó a Grey's Anatomy la nueva Friends y comentó «una comedia sigue la vida de un grupo de adultos y jóvenes, que pasó la mayor parte de sus diez años de carrera en la cima de los niveles de audiencia». En cuanto a la segunda temporada, Kevin Carr de 7M Pictures opinó que Anatomía de Grey es una mera combinación de Scrubs, ER, Sex and the City, y The Love Boat.
Christopher Monfette de IGN agregó «La segunda temporada de este drama médico tejió con destreza sus elementos característicos de relaciones complejas, bromas caprichosas y desafiantes lecciones de vida». Respecto a la tercera temporada, Monfette dijo que rápidamente se encontró «envuelto por el aburrimiento y lo absurdo», y agregó: «Esta tercera temporada puede muy bien representar un caso de exceso de escritura un concepto que tiene, tal vez trágicamente, seco hasta el hueso el combustible narrativo».
Bill Carter del New York Times calificó a Anatomía de Grey como «el programa más popular de la televisión», añadiendo que: no se espera que se desafíe el liderazgo de Anatomía de Grey en el horario central.

Grey's Anatomy ofrece una idea diferente y tal vez más valiosa de lo que significa la fortaleza: la capacidad de sufrir terriblemente, descomponerse por completo y luego levantarse de nuevo, seguro de que usted es más grande que la suma de las tragedias que ha sufrido -Porque todos los demás lo son también. Las tramas de la historia se han vuelto bastante densas y ricas, y las amistades que se forman a medida que los personajes sufren y sobreviven es el adhesivo de la serie, y lo que, a pesar de algunos inevitables retoques, lo convierte en algo especial. Laura Hudson de Wired

### Audiencia
Grey's Anatomy ha recibido gran audiencia y cosechados altas cuotas desde su debut. Las cuatro primeras temporadas se clasificaron todas en la lista de las diez más vistas, alcanzando su pico de audiencia en la segunda temporada, que atrajo a un promedio de 19,44 millones de espectadores por episodio, y el ranking en el quinto lugar general. Después de la serie del intervalo de tiempo están reubicando, la clasificación general disminuyó constantemente, cayendo por debajo de los diez primeros en su quinta temporada. Grey's Anatomy hizo su mayor caída desde la sexta a la séptima temporada, deslizándose de un lado 17o-31a. La serie se encuentra en un declive constante en términos de audiencia total y la clasificación, sin embargo, Grey's Anatomy todavía tiene valor en gráficos cuando los números se extraen de la grabadora de vídeo digital (DVR). Fue la serie más grabada entre 2007 y 2011, con base en los totales acumulados, y ha sido durante varios años en una fila.
| Temporada | Tiempo Este (EST)                                 | Número de episodios | Comienzo                 | Comienzo             | Final              | Final                | Temporada en televisión | Posición en general | Posición 18–49 | Audiencia en general |
| Temporada | Tiempo Este (EST)                                 | Número de episodios | Fecha                    | Audiencia (millones) | Fecha              | Audiencia (millones) | Temporada en televisión | Posición en general | Posición 18–49 | Audiencia en general |
| --------- | ------------------------------------------------- | ------------------- | ------------------------ | -------------------- | ------------------ | -------------------- | ----------------------- | ------------------- | -------------- | -------------------- |
| 1         | Domingo 10:00 p. m.                               | 9                   | 27 de marzo de 2005      | 16.25                | 25 de mayo de 2005 | 22.22                | 2004–05                 | #9                  | #5             | 18.46                |
| 2         | Domingo 10:00 p. m.                               | 27                  | 25 de septiembre de 2005 | 18.98                | 15 de mayo de 2006 | 22.50                | 2005–06                 | #5                  | #4             | 19.44                |
| 3         | Jueves 9:00 p. m.                                 | 25                  | 21 de septiembre de 2006 | 25.41                | 17 de mayo de 2007 | 22.57                | 2006–07                 | #8                  | #3             | 19.17                |
| 4         | Jueves 9:00 p. m.                                 | 17                  | 27 de septiembre de 2007 | 20.93                | 22 de mayo de 2008 | 18.09                | 2007–08                 | #10                 | #3             | 15.92                |
| 5         | Jueves 9:00 p. m.                                 | 24                  | 25 de septiembre de 2008 | 18.29                | 14 de mayo de 2009 | 17.12                | 2008–09                 | #12                 | #3             | 14.52                |
| 6         | Jueves 9:00 p. m.                                 | 24                  | 24 de septiembre de 2009 | 17.03                | 20 de mayo de 2010 | 16.13                | 2009–10                 | #17                 | #12            | 13.26                |
| 7         | Jueves 9:00 p. m.                                 | 22                  | 23 de septiembre de 2010 | 14.32                | 19 de mayo de 2011 | 9.89                 | 2010–11                 | #31                 | #9             | 11.41                |
| 8         | Jueves 9:00 p. m.                                 | 24                  | 22 de septiembre de 2011 | 10.38                | 17 de mayo de 2012 | 11.44                | 2011–12                 | #34                 | #12            | 10.92                |
| 9         | Jueves 9:00 p. m.                                 | 24                  | 27 de septiembre de 2012 | 11.73                | 16 de mayo de 2013 | 8.99                 | 2012–13                 | #20                 | #11            | 12.69                |
| 10        | Jueves 9:00 p. m.                                 | 24                  | 26 de septiembre de 2013 | 9.27                 | 15 de mayo de 2014 | 8.92                 | 2013–14                 | #15                 | #5             | 12.12                |
| 11        | Jueves 8:00 p. m.                                 | 25                  | 25 de septiembre de 2014 | 9.81                 | 14 de mayo de 2015 | 8.33                 | 2014–15                 | #31                 | #13            | 11.57                |
| 12        | Jueves 8:00 p. m.                                 | 24                  | 24 de septiembre de 2015 | 9.55                 | 19 de mayo de 2016 | 8.19                 | 2015–16                 | #21                 | #8             | 11.20                |
| 13        | Jueves 8:00 p. m.                                 | 24                  | 22 de septiembre de 2016 | 8.75                 | 18 de mayo de 2017 | 7.92                 | 2016–17                 | #19                 | #9             | 10.88                |
| 14        | Jueves 8:00 p. m.                                 | 24                  | 28 de septiembre de 2017 | 8.07                 | 17 de mayo de 2018 | 7.60                 | 2017–18                 | #20                 | #11            | 10.83                |
| 15        | Jueves 8:00 p. m.                                 | 25                  | 27 de septiembre de 2018 | 6.87                 | 16 de mayo de 2019 | 5.99                 | 2018-19                 | #27                 | #8             | #9.87                |
| 16        | Jueves 8:00 p. m. (1-9) Jueves 9:00 p. m. (10-21) | 21                  | 26 de septiembre de 2019 | 6.51                 | 9 de abril de 2020 | 7.33                 | 2019-20                 | #22                 | #6             | #9.39                |

### Lista de críticas de top ten
| 2005 |
| --- |
| - N.º 4 USA Today - N.º 6 The New York Times - N.º 7 The Boston Globe - N.º 9 San Jose Mercury News - – Chicago Tribune |

| 2006                                                                                      |
| ----------------------------------------------------------------------------------------- |
| - N.º 2 USA Today - N.º 2 San Jose Mercury News - N.º 4 TV Guide - N.º 9 Orlando Sentinel |

| 2007              |
| ----------------- |
| - N.º 6 USA Today |

| 2010               |
| ------------------ |
| - N.º 10 Movieline |

### Impacto
Grey's Anatomy ha sido considerada como un impacto en la cultura por la editora ejecutiva de Entertainment Weekly, Lori Majewski, con su escrito: «Grey's Anatomy no es solo un espectáculo, es un fenómeno. Cuando el final se muestra al aire, cada lugar en Nueva York está vacío. Podrías conseguir una mesa en los mejores restaurantes». Jace Lacob de The Daily Beast también consideró el show un impacto, comparando su éxito con el de Friends, y lo calificó como un «fenómeno cultural». Steve Sternberg, un analista de medios de Magna Global USA, explicó que el programa atrae a un público amplio y escribe: «Aproximadamente el 80 por ciento de los hogares solo tienen un televisor encendido. La gente está buscando programas que puedan ver con otros miembros del hogar».
En 2011, una mujer que residía en Sheboygan, Wisconsin dejó de responder debido a un ataque de asma. Incapaz de esperar a que llegara una ambulancia, su hija y una amiga le practicaron resucitación cardiopulmonar (CPR), que aprendieron de Grey's Anatomy. A pesar de esto, la residente Karen Zink, MD, consideró que la presentación de los internos del programa era inexacta, y agregó: «Ninguno de los personajes tienen bolsas sobre el pelo. Todos salen del hospital vestidos lindos, con el pelo hecho y el maquillaje puestos. tan lejos de la realidad de los internos. Solo te estás arrastrando el culo, tratando de mantenerte vivo. No tienes tiempo para peinarte. No tienes tiempo para maquillarte». La serie está ubicada en el n° 66 de la lista «Nuevo clásico de la TV» de Entertainment Weekly, fue declarado el tercer programa más votado durante los primeros diez años de IMD (2002–2012).
En 2017, una mujer israelí salvó a su marido realizando un masaje cardíaco que aprendió de Grey's Anatomy, La mujer realizó un masaje cardíaco durante 20 minutos antes de que llegara el personal médico y trasladara al esposo al Centro Médico Shaare Zedek.

### Reconocimientos
Grey's Anatomy ha ganado varios premios. A partir de julio de 2012, el programa ha sido nominado para veinticinco Premios Primetime Emmy, habiendo sido nominado para al menos uno cada año, excepto en 2010. En la edición 57 de los Premios Emmy Primetime de 2005, Sandra Oh fue nominada a Mejor Actriz de Reparto en una Serie de Drama, por la cual fue nominada cada año hasta 2009, y Horton fue nominada a la Mejor Dirección por una Serie de Drama. Al año siguiente, en los 58 Premios Primetime Emmy, la serie recibió una nominación a la Mejor Serie de Drama, la cual fueron nominados de nuevo en 2007. También en 2006, Wilson fue nominada hasta el 2009 a la Mejor Actriz de Reparto en una Serie Dramática, y Kyle Chandler fue nominada como Actor Invitado Sobresaliente en una Serie Dramática. La 58.ª Ceremonia también honró a Rhimes y Vernoff, quienes fueron nominados ambos por Mejor Redacción para una Serie de Drama. Rhimes, cuya carrera comenzó en 1995, desde entonces ha producido otra serie de ABC, Scandal, que comenzó en el aire en 2012 y continúa en la tercera temporada. A partir de 2005, Rhimes ha sido continuamente nominada a numerosos premios, incluidos tres premios Emmy: primero en 2006 por una serie dramática y una nominación separada por escribir una serie dramática, seguida de una tercera nominación en 2007 por una serie dramática.

## Adaptaciones
La empresa Buena Vista International Televisión, dueña de los estudios ABC y Walt Disney Pictures, distribuyó los guiones de Grey's Anatomy a cuatro países de Iberoamérica: Colombia, México, Argentina y Brasil. Esto para realizar adaptaciones (en forma de telenovela) de la exitosa serie de televisión.

### Versión colombiana
En Colombia la empresa Vista Producciones Inc. realizó para la cadena RCN Televisión una telenovela basada en la serie original estadounidense. Esta versión contiene muchos cambios, en especial que la telenovela tiene algunos casos médicos diferentes que Grey's Anatomy, y que la muerte de la mamá de Meredith Grey (María Alejandra) ocurre por parte de Mark Sloan (Mauricio Hernández) acaba en un problema judicial en el que termina metido Andrés Guerra, Derek Sheperd en la original.
Esta versión cuenta con la supervisión general del libretista colombiano Fernando Gaitán, conocido por escribir los guiones de exitosas telenovelas como Café con aroma de mujer, Hasta que la plata nos separe y Yo soy Betty, la fea. Los protagonistas son los reconocidos actores Rafael Novoa como Andrés Guerra y Verónica Orozco como María Alejandra Rivas. También cuenta con Jorge Enrique Abello como Mauricio Hernández entre otros importantes actores. La novela cuenta con la primera temporada basada en las 3 primeras temporadas de Grey's Anatomy, y la segunda temporada, basada en las 2 siguientes de la serie.
La primera temporada de esta novela se convirtió en la producción más vista del país con exitosos números de audiencia.

### Versión Mexicana
Al igual que la colombiana lleva el título de A corazón abierto, está basada en la misma historia reescrita por Fernando Gaitán, adaptando los mexicanismos y grabada en Bogotá en coproducción de TV Azteca, Disney Media Networks y RCN Televisión.
El elenco de A corazón abierto incluye a los actores reconocidos de TV Azteca, como Sergio Basáñez y el Dr. Ricardo Iván López Martínez, quien tendrá a su cargo el papel de Andrés Guerra (Derek Shepherd en Grey's Anatomy); Iliana Fox, como"María Alejandra Rivas (Meredith Grey); y Angélica Aragón en el papel de Elena Carrera (Ellis Grey). También se incluyen a Fabiana Perzabal en el papel de Alicia Durán (Addison Forbes Montgomery); Rodrigo Abed como Javier Burgos (Preston Burke); Fran Meric como Cristina Solórzano (Cristina Yang); Adrián Rubio como Jorge Valenzuela (George O'Malley); Luis Ernesto Franco como Augusto Maza (Alex Karev), y Laura Palma como Isabel Heredia (Isobel «Izzie» Stevens). Cierran la lista Carmen Madrid como Miranda Carbajal (Miranda Bailey); Luis Miguel Lombana, como Ricardo Cepeda (Richard Webber); José Carlos Rodríguez como Germán de la Garza, y Alejandro Lukini, como Mauricio Hernández (Mark Sloan), entre otros.